# Helina griseogaster
Helina griseogaster este o specie de muște din genul Helina, familia Muscidae, descrisă de John Otterbein Snyder în anul 1949.
Este endemică în Colorado. Conform Catalogue of Life specia Helina griseogaster nu are subspecii cunoscute.